# Лукіянчин Анатолій Миколайович
Лукіянчин Анатолій Миколайович (нар. 2 липня 1959, с. Гнатків, Вінницька область) — український майстер різьблення на дереві. Член Національної Спілки майстрів народного мистецтва України (1991).

## Біографія
Лукіянчин Анатолій Миколайович народився 2 липня 1959 р. в с. Гнатків Томашпільського району Вінницької області. Майстер з різьби по дереву. Член Асоціації майстрів народної творчості і ремесел (1989 р.)

## Творчість
У 1981 р., працюючи теслею у с. Гнатків, почав вивчати різьбярство. Оформив у Гнаткові кімнату бойової слави, дитячий садок, ігрову кімнату у школі, їдальню на тракторній бригаді. Працює в техніці сухої виїмчастої і рельєфної різьби по дереву. У своїй творчості використовує традиційну орнаментику народної різьби Поділля і Прикарпаття.
За останні 10 років виготовив півтора десятка класичних іконостасів для новозбудованих храмів. Розробляє самостійно і виготовляє за власними проєктами різноманітні меблі, сувенірну продукцію.
В 2019 р. у с. Гнатків Томашпільського району створив Унікальний музей-мануфактуру. Анатолій Миколайович колекціонує і приводить до ладу різноманітні деревообробні інструменти з усього світу. Нині в його колекції — близько 300 ручних фуганків. А ще у музеї кожен може зробити власний дерев'яний виріб.
Учасник районних, обласних, всеукраїнських мистецьких виставок від 1987 р. Неодноразово виставлявся в Києві на ВДНГ.
Має грамоти і дипломи, медаль лауреата фестивалю народної творчості і ремесла.
Вироби Анатолія Миколайовича замовляють для виставок і продажу фонди міст Києва, Львова, Кишинева, Сімферополя та ін.